# Percnia giraffata
Percnia giraffata là một loài bướm đêm trong họ Geometridae.